# Rafael Eleuterio Rey
Rafael Eleuterio Rey (ur. 18 kwietnia 1933 w Maipú, zm. 20 sierpnia 2024 w Mendozie) – argentyński duchowny rzymskokatolicki, w latach 1991-2007 biskup Zárate-Campana.

## Życiorys
Święcenia kapłańskie przyjął 20 grudnia 1958. 30 kwietnia 1983 został prekonizowany biskupem pomocniczym Mendozy ze stolicą tytularną Hilta. Sakrę biskupią otrzymał 3 lipca 1983. 18 grudnia 1991 został mianowany biskupem Zárate-Campana, ingres odbył się 21 marca 1992. 3 lutego 2006 zrezygnował z urzędu.